# Candamo

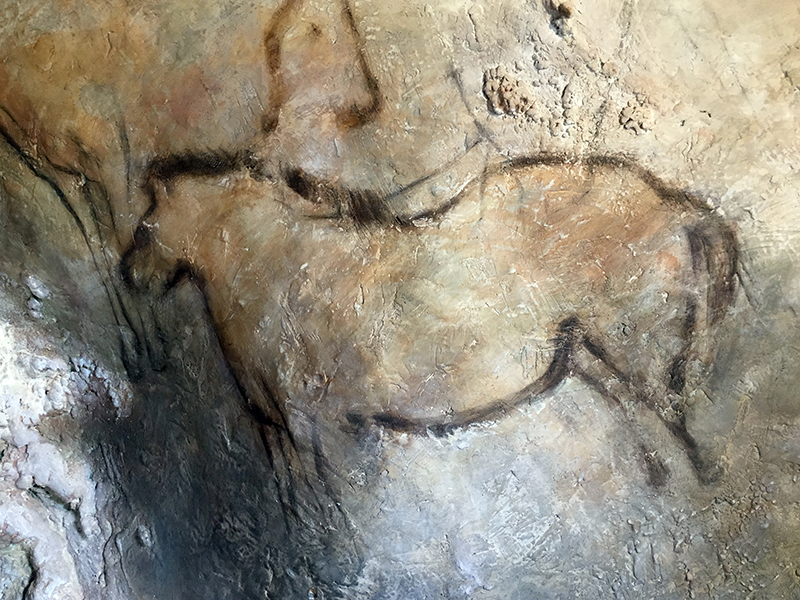
Pintura rupestre en el centro de interpretación de la Cueva de la Peña, San Román de Candamo

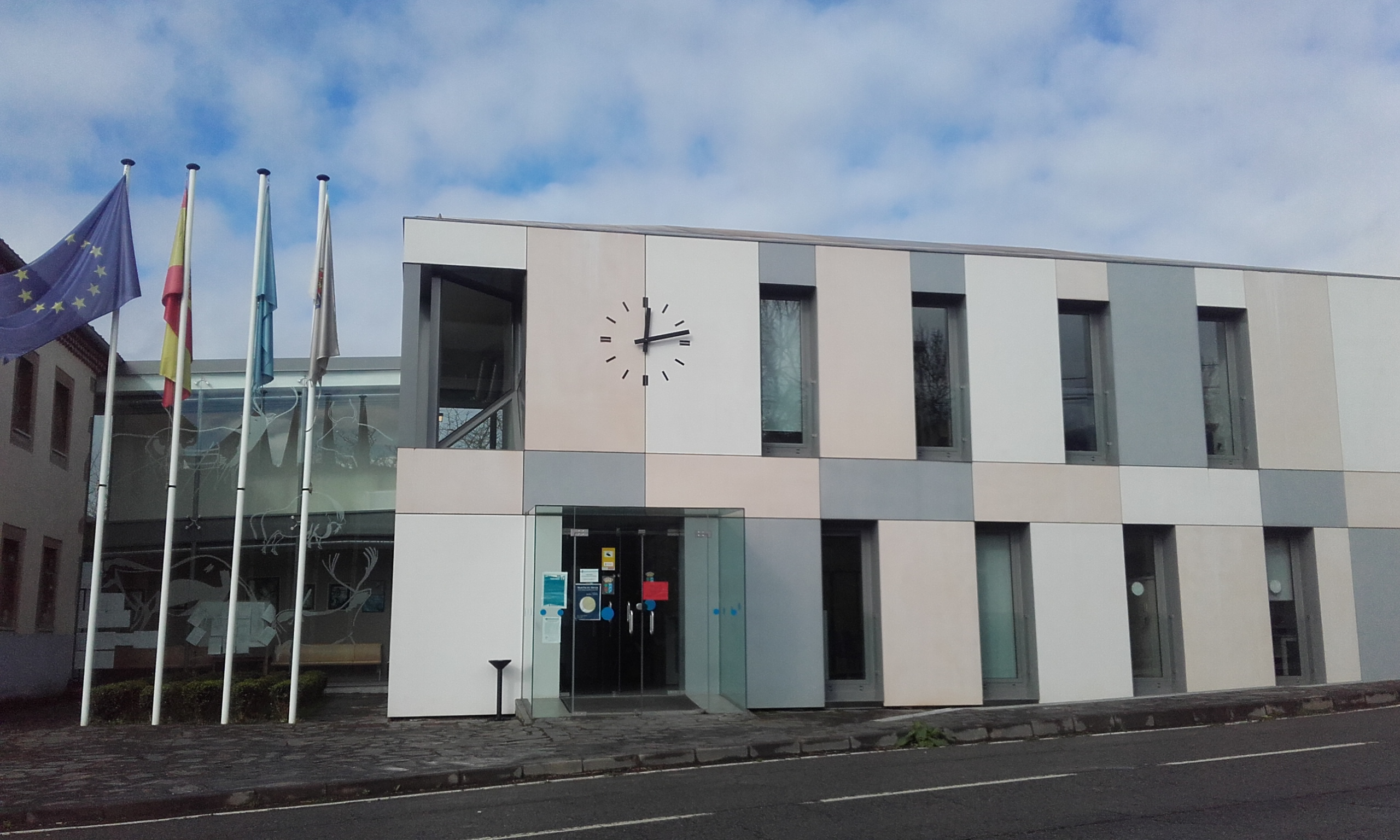
Casa consistorial, Grullos

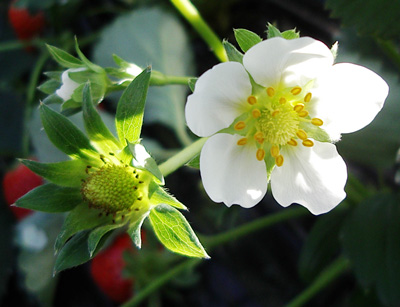
Fresa en flor

Candamo (en asturiano: Candamu) es un concejo del Principado de Asturias, situado en el norte de España. Limita al este con Las Regueras, al sur con Grao, al norte con Illas, Castrillón y Soto del Barco y al oeste con Pravia y Salas. Cuenta con una población de 1899 habitantes (INE 2024). Su capital es la población de Grullos.
Este concejo está situado dentro de la comarca conocida como Camín Real de la Mesa, destaca tanto por su caverna de la Peña como por su huerta, teniendo una importancia casi vital para Candamo la fresa, celebrándose el primer fin de semana de junio el Festival de la Fresa.

## Geografía
Situado en la zona central de Asturias, su relieve está bastante desgastado y sus picos más altos superan en poco los 600 m, como podemos ver en el pico Grande con 624 m y el pico Pedrouzu de 614 m. Otras alturas reseñables son: el Sollera de 598 m, las Cruces de 539 m, y la Matiella de 576 m.
El principal curso fluvial es el río Nalón, ya en su curso bajo y sus afluentes: el Dele, el Reguirón y el Valle. Su paisaje montañés, está marcado por especies foráneas: eucaliptos, pinos, y otras especies que fueron con las que se repobló el concejo. En el fondo de los valles, su vegetación mantiene una rica variedad: fresnos, olmos, chopos y sauces.
| Noroeste: Soto del Barco | Norte: Castrillón | Nordeste: Illas       |
| Oeste: Pravia            |                   | Este: Las Regueras    |
| Suroeste: Salas          | Sur: Grao         | Sureste: Las Regueras |

## Historia
Candamo y en especial las márgenes del río Nalón, son una zona de gran riqueza de yacimientos del Paleolítico. Un yacimiento excepcional es la cueva de la Peña de Candamo, descubierta en 1913, es él más importante conjunto de arte rupestre del Paleolítico y el que está más al occidente. Del Neolítico también hay restos tumulares en las zonas de Ventosa o de Valdemora.
De la época castreña, destacan tres emplazamientos: El Castiello en Prahúa, La Pica en Murias y el Castiello en San Tirso.
El periodo de la romanización, no ha dejado especiales huellas en este concejo, circunstancia que contrasta con la gran cantidad de restos romanos que hay en los concejos limítrofes.
En la Edad Media, hacia el siglo XI, las primeras referencias documentadas, son gracias a los archivos monásticos, ya en esta época se empieza a marcar el territorio del concejo de Candamo, pero solo incluía el margen derecho del río Nalón. Es en el siglo XII, cuando empieza a revelarse una organización administrativa pero muy vinculada a los territorios de Pravia y Gozón.
Durante el siglo XIII, es cuando su historia administrativa sufre un cambio, pues se integró en la puebla de Grado, pero manteniendo su integridad territorial. Es en 1784 cuando comienza una época de autonomía y alejamiento, habiendo continuos pleitos sobre repartimientos y elecciones contra el ayuntamiento de Grado. No sería hasta 1835, cuando la Junta de Candamo se proclame de forma definitiva, corporación independiente, ya que tuvo varios intentos anteriores de independencia fallidos. Incluso teniendo esta separación administrativa, Candamo estará durante todo el siglo XIX unida a Grado por otros vínculos, como fueron los ganaderos y agrícolas.

## Demografía
Candamo cuenta con una población de 1899 habitantes (INE 2024).
| Gráfica de evolución demográfica de Candamo entre 1842 y 2021                                                       |
| |
| Población de derecho según los censos de población del INE Población de hecho según los censos de población del INE |

Al igual que la mayoría de los concejos del rural asturiano ha sufrido un constante proceso de despoblamiento a lo largo del último siglo, tuvo un aumento de su población en las dos primeras décadas del siglo XX, llegando a su cuota máxima con 5618 habitantes en 1920, iniciándose entonces un descenso parado a mitad del siglo XX y empezando en 1960 una nueva aceleración de emigrantes, hacia las zonas industrializadas del centro de Asturias, en especial a Avilés por su cercanía y que continúa hasta el día de hoy.
Su poblamiento, es el típico de los valles de media montaña, con pequeños núcleos de población, encontrándose la mayor concentración en la vega del río Nalón, siendo las localidades más pobladas del concejo San Román, Cuero, Ventosa, y su capital Grullos, pero esta población tiene una estructura muy envejecida, ya que las personas mayores de 60 años son una tercera parte de la población y las menores de 20 años no llegan ni al 21 % de la población total del concejo por lo que en consecuencia, se espera que en los próximos años su despoblación se incremente.

## Economía
Su economía se basa en la tradición agraria y ganadera, especializándose la ganadería en las razas frisona y asturiana. En cuanto a la agricultura, Candamo es famoso por la calidad de sus fresas, que han obtenido recientemente la denominación de origen y celebrándose cada año el primer fin de semana de junio el Festival de la Fresa de Candamo. Al igual que la fresa, también son de mucha calidad todo tipo de cultivos hortofrutícolas, al igual que en los concejos vecinos como Grado o Pravia. Quizá esta calidad se deba a la proximidad de las aguas del Nalón.
El sector industrial no tiene apenas aparición en este concejo, pero por el contrario, en los últimos años se está desarrollando una red de turismo y servicios alrededor del Nalón, con restaurantes, hoteles y atracciones de deporte rural, acuático y de montaña.

## Comunicaciones
Candamo tiene dos vías de comunicación principales que atraviesan el concejo, la carretera comarcal AS-236 que parte del entronque con la AS-237 en Grullos y comunica con Pravia, en cuyas cercanías se encuentra la A-8 (Autovía del Cantábrico) para dirigirse hacia Navia, Lugo y La Coruña, y la carretera comarcal AS-237 que une Avilés con Grado atravesando el concejo de norte a sur y permitiendo el enlace también a la transcantábrica para llegar a Gijón, Santander o Bilbao. Existen además otras carreteras locales de 1.º y de 2.º orden que forman una tupida red que vertebra todo el concejo.

## Administración y política

### Gobierno municipal
En el concejo de Candamo, desde 1979, el partido que más tiempo ha gobernado ha sido PSOE. Desde 1993 hasta 2015 el alcalde de este concejo fue José Antonio García Vega.
Desde 2015 a la actualidad, la socialista Natalia González Menéndez ha sido la alcaldesa de Candamo.
| Periodo   | Nombre                        | Partido | Partido                                    |
| --------- | ----------------------------- | ------- | ------------------------------------------ |
| 1979-1987 | José Luis Fernández Fernández |         | Partido Comunista de España (PCE)          |
| 1987-1991 | José Luis Fernández Fernández |         | Independiente                              |
| 1991-1993 | José Luis Fernández Fernández |         | Federación Socialista Asturiana (FSA-PSOE) |
| 1993-2015 | José Antonio García Vega      |         | Federación Socialista Asturiana (FSA-PSOE) |
| 2015-2022 | Natalia González Menéndez     |         | Federación Socialista Asturiana (FSA-PSOE) |
| 2022-act. | Marta Menéndez González       |         | Federación Socialista Asturiana (FSA-PSOE) |

| Partido político    | Partido político                                                    | 1979   | 1983   | 1987   | 1991   | 1995   | 1999   | 2003   | 2007   | 2011   | 2015   | 2019   | 2023   |
| Partido político    | Partido político                                                    | Ediles | Ediles | Ediles | Ediles | Ediles | Ediles | Ediles | Ediles | Ediles | Ediles | Ediles | Ediles |
|                     | Federación Socialista Asturiana (FSA-PSOE)                          | 1      | 1      | 0      | 9      | 7      | 9      | 8      | 8      | 7      | 6      | 6      | 4      |
|                     | Alianza Popular (AP)-Partido Popular (PP)                           | 0      | 2      | 0      | 0      | 3      | 1      | 2      | 2      | 0      | 3      | 2      | 4      |
|                     | Izquierda Unida (IU)                                                | 6      | 8      | 3      | 2      | 1      | 1      | 1      | 1      | 1      | 2      | 1      | 1      |
|                     | Foro Asturias (FAC)                                                 | —      | —      | —      | —      | —      | —      | —      | —      | 3      | 0      | —      | —      |
|                     | Candidatura Vecinal Independiente (CVI)                             | —      | —      | 6      | —      | —      | —      | —      | —      | —      | —      | —      | —      |
|                     | Unión de Centro Democrático (UCD)-Centro Democrático y Social (CDS) | 4      | —      | 2      | 0      | —      | —      | —      | —      | —      | —      | —      | —      |
| Total de concejales | Total de concejales                                                 | 11     | 11     | 11     | 11     | 11     | 11     | 11     | 11     | 11     | 11     | 9      | 9      |

### Organización territorial
El concejo de Candamo se divide en 11 parroquias que son las siguientes:
- Aces
- Cuero (en asturiano: Cueru)
- Fenolleda (en asturiano: Fenoeda)
- Grullos
- Llamero (en asturiano: Llameru)
- Murias
- Prahúa (en asturiano: Praúa)
- San Román
- San Tirso (en asturiano: San Tisu)
- El Valle
- Ventosa

## Cultura

### Arte

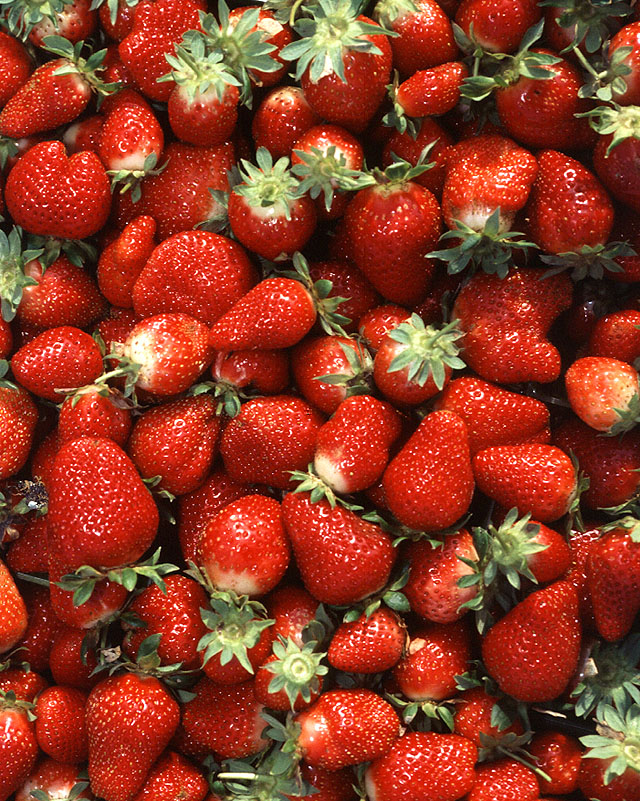
Fresas

Evidentemente, la muestra artística más importante de este concejo es la Cueva de Candamo, en la que aparecen pinturas rupestres, aunque también existieron abundantes iglesias prerrománicas y románicas, como Santa María de Murias, San Tirso o Santiago de Aces, que no llegaron a nuestros días. Sí se conservan algunas casas y palacios como son:
- El palacio de Valdés Bazán, del siglo XVII, y reformado en el siglo XVIII, es Monumento Histórico Artístico. Es de planta rectangular con un cuerpo y dos pisos. La fachada principal sin decoración, solo nos muestra dos escudos que se intercalan entre los vanos, en cambio la fachada posterior tiene una rica arquería, que se extiende por los dos pisos. En la galería de la planta baja, los arcos descansan sobre fuertes pilares. En la planta alta, sus arcos se agrupan sobre columnas más finas dando idea de ligereza, estos arcos son desiguales y carecen de capitel.
- La casa de la Torre, de la que solo se mantienen en pie los muros, debido a un incendio, es de tres pisos con planta rectangular. La puerta principal tiene un arco de medio punto y una segunda puerta a la que se accede por una escalera, tiene otras dos puertas hechas más recientemente. Las fachadas están con ventanas, pero todas de diferentes diseños: rectangulares, cuadradas, con arcos de medio punto.
- El palacio de Cañedo, es de tres plantas. En la planta baja está la puerta principal con dos ventanas simétricas. En la primera planta tiene el balcón principal y a su derecha el escudo de armas. En la segunda planta, hay una larga galería abierta, con forjado de metal. Destaca del edificio un gran alero de madera. El palacio es parte de un conjunto, en el que hay una capilla, una torre, unas cuadras y la vivienda de la familia de caseros.
- El palacio de los Casares, está en San Tirso. Es de planta rectangular y dos pisos. Todo el edificio está revocado excepto los marcos de puertas y ventanas que son de piedra, en el piso superior hay balcones y destaca el del medio que es doble, con el escudo de armas de los Alonso de Casares.
- Conjunto dé hórreos. En el pueblo de Aces existe un núcleo espectacular de antiguos hórreos, decorados varios de ellos con grabados de trisqueles. El origen del mismo se debe a la riqueza agrícola del pueblo, con dos grandes vegas en la ribera del río Nalón.

### Fiestas
- En mayo: la Jira de El Campu Degollada, es una gran romería, el último domingo del mes.
- En junio: el primer domingo es el festival de la Fresa en Grullos. Los días 8 y 9 es San Juan en Ventosa. El 29 la Jira en la ermita de San Pedro, en Magón.
- En agosto, el calendario está marcado por ser un mes completamente lleno de fiestas, así destacaremos: El día 5 las Nieves en La Mortera. Los días 9 y 10 San Lorenzo en San Román. El día 12 La Derrota en Santoseso(Candamo)

. El día 15 Santa Mariña en Llamero. El día 22 y 23 San Bartolomé en Grullos. El día 24 San Agustín en Murias.
- En septiembre: Nuestra Señora de Agüera y el Valle.
- En noviembre: El primer domingo siguiente a Todos los Santos se celebra en Aces el "Festival de la Castaña".
- La fiesta de San Andrés es sumamente conocida en la zona.